# Schärding

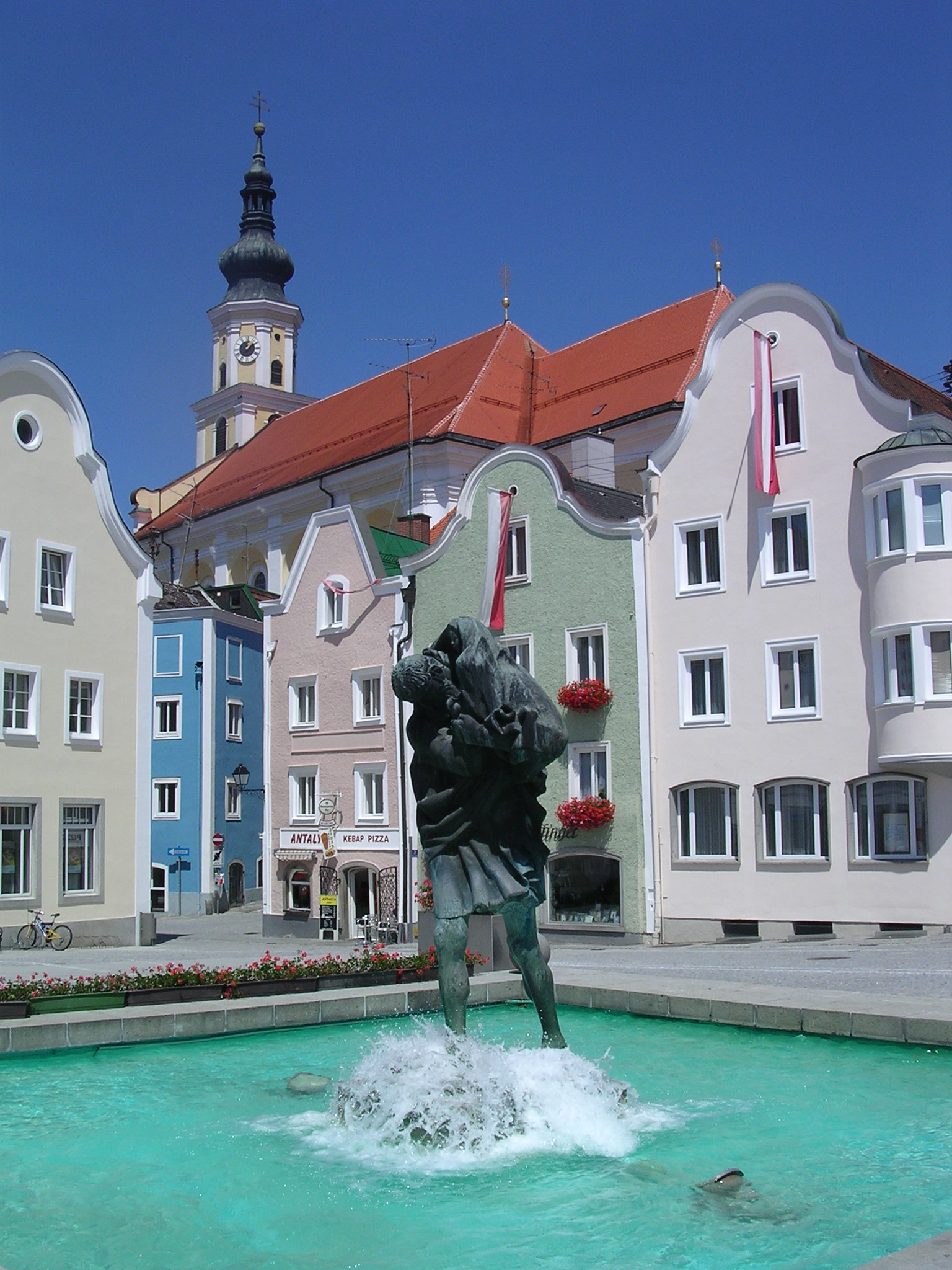
Fontanna Christophorusa symbolizuje szczególny związek miasta z wodą

Schärding (baw. Scháréng) – miasto powiatowe w Austrii, w kraju związkowym Górna Austria, siedziba powiatu Schärding. leży nad graniczną rzeką Inn, na wysokości 313 m n.p.m., ok. 16 km na południe od Pasawy.

## Historia
Pierwsza wzmianka o Schärding pochodzi z 804 roku. Nazywane wówczas było Scadinga i było ważnym miejscem handlowym. Książęta bawarscy nadali mu prawa miejskie w 1316. W następnych stuleciach dzięki kwitnącemu handlowi miasto rozwijało się. Zostało zniszczone w XVIII wieku przez pożar. Poza tym systematycznie było zalewane przez wylewy rzeki Inn. Szczytowe poziomy wody w czasie tych powodzi zaznaczane są przy Bramie Wodnej (Wassertor). Do dziś zachowały się pozostałości średniowiecznych murów miejskich. Po pożarze w 1809 roku większość budynków została zniszczona i musiała zostać odbudowana. Ze względu na swój urok i mnóstwo atrakcji turystycznych Schärding nazywane jest "barokową perłą nad zielonym Inn".

## Współpraca
Miejscowość partnerska:
- Grafenau, Niemcy